# Старий Туробін
Старий Туробін (пол. Stary Turobin) — село в Польщі, у гміні Старий Люботинь Островського повіту Мазовецького воєводства.
Населення — 134 особи (2011).
У 1975-1998 роках село належало до Остроленцького воєводства.

## Демографія
Демографічна структура станом на 31 березня 2011 року:
|          | Загалом | Допрацездатний вік | Працездатний вік | Постпрацездатний вік |
| -------- | ------- | ------------------ | ---------------- | -------------------- |
| Чоловіки | 67      | 13                 | 43               | 11                   |
| Жінки    | 67      | 13                 | 37               | 17                   |
| Разом    | 134     | 26                 | 80               | 28                   |